# Argentina, 1985
Argentina, 1985 es una película de drama histórico argentino de 2022 producida y dirigida por Santiago Mitre y escrita por Mitre y Mariano Llinás. Está protagonizada por Ricardo Darín, Peter Lanzani, Alejandra Flechner y Norman Briski. Relata el caso real de la tarea del fiscal Julio César Strassera y su equipo, en el célebre Juicio a las Juntas que habían instalado un régimen de terrorismo de Estado con miles de desaparecidos y torturados durante la última dictadura que gobernó Argentina desde 1976 hasta 1983. 
La película tuvo su estreno mundial el 3 de septiembre de 2022 en la competencia oficial de la 79.ª edición del Festival Internacional de Cine de Venecia, donde ganó el premio FIPRESCI de la crítica internacional a la mejor película. Días después, ganó el premio del público en la 70.ª edición del Festival Internacional de Cine de San Sebastián.
Fue nombrada una de las 5 mejores películas internacionales de 2022 por la National Board of Review, ganadora de los Premios Globo de Oro en la categoría de mejor película en lengua no inglesa y a su vez, fue nominada en la categoría mejor película internacional en la 95.ª edición de los Premios Óscar.

## Contexto histórico
El Juicio a las Juntas Militares (o Juicio a las Juntas como se lo conoce históricamente) es un caso excepcional en la historia mundial, en el que un tribunal civil apoyado por un gobierno democrático recién establecido, enjuicia a nueve de los diez máximos mandos militares de las tres primeras juntas militares (no fueron enjuiciados los miembros de la última junta que gobernó luego de la Guerra de Malvinas de 1982) que habían dirigido la dictadura recién finalizada entre 1976 y 1982, pero que aún contaban con el apoyo del poder militar. 
Tres días después de que asumiera el gobierno democrático sucediendo a la dictadura cívico-militar autodenominada Proceso de Reorganización Nacional, un régimen de terrorismo de Estado con un saldo de miles de personas desaparecidas y torturadas, el presidente Raúl Alfonsín firmó el 13 de diciembre de 1983 un decreto ordenando someter a juicio a los militares que integraron las tres primeras juntas militares, acusándolos de concebir e instrumentar «un plan de operaciones contra la actividad subversiva y terrorista, basado en métodos y procedimientos manifiestamente ilegales». Dos días después, Alfonsín creó la Comisión Nacional sobre la Desaparición de Personas (Conadep) para reunir testimonios y pruebas sobre las violaciones de derechos humanos. Doce días después el Congreso aprobó por unanimidad una ley desconociendo la legalidad de una norma de facto dictada por la última Junta Militar amnistiando a quienes habían cometido delitos en su transcurso.
El proceso de enjuiciamiento de los jefes militares se tramitó en la célebre Causa 13/83 y contó con un amplio apoyo de la población, pero estuvo también fuertemente tensionado por la negativa del poder militar a investigar las violaciones de derechos humanos cometidas, razón por la cual el presidente Alfonsín y el Congreso impulsaron el traslado del juicio al ámbito del Poder Judicial de la Nación. Intervino entonces la Cámara Federal en lo Criminal y Correccional de la Capital Federal integrada por los jueces León Arslanian, Ricardo Gil Lavedra, Jorge Torlasco, Andrés D'Alessio, Guillermo Ledesma y Jorge Valerga Aráoz, designados el año anterior por el presidente Alfonsín con acuerdo del Senado. El fiscal de Cámara era Julio César Strassera y su adjunto era Luis Moreno Ocampo, designados el año anterior por el presidente Alfonsín. La fiscalía, sin apoyo del resto de los funcionarios judiciales y envuelta en un clima —a nivel nacional— de miedo por el poder que aún mantenían las Fuerzas Armadas y/o la posibilidad de un nuevo golpe de Estado, debió formar un equipo de estudiantes muy jóvenes que investigó cientos de casos de violaciones de derechos humanos en sólo dos meses, recurriendo también al informe Nunca más que había finalizado la Conadep el año anterior.
El juicio propiamente dicho se inició el 22 de abril de 1985 y las audiencias se prolongaron hasta agosto de ese año. En unas 530 horas de audiencia declararon 839 testigos, la mayoría de ellos sobrevivientes de los centros clandestinos de detención instalados para torturar y exterminar, o sus familiares. También se presentaron pruebas documentales y periciales.  
La Cámara Federal finalmente dictó sentencia el 9 de diciembre de 1985, condenando a cinco de los militares acusados y absolviendo a cuatro. Jorge Rafael Videla y Emilio Massera fueron condenados a reclusión perpetua; Roberto Eduardo Viola fue condenado a 17 años de prisión; Armando Lambruschini fue condenado a ocho años de prisión, y Orlando Ramón Agosti fue condenado a cuatro años y seis meses de prisión.
En los años siguientes aumentaron las presiones del poder militar y los sectores civiles ligados a ellos, que llegaron a concretar cuatro sublevaciones militares conocidas como "carapintadas", obteniendo una serie de leyes y decretos presidenciales conocidos como leyes de impunidad, que fueron eximiendo de responsabilidad penal a los autores de crímenes de lesa humanidad. La orden de la Cámara Federal (punto 30 de la sentencia} de llevar a juicio a todos los autores materiales de los crímenes de lesa humanidad fue dejada sin efecto por la Ley de Obediencia Debida enviada por el presidente Alfonsín, que estableció la impunidad para más de 3600 represores. Luego de esa fecha se cerraron casi todos los casos -con excepción de los robos de bebés que aún seguían secuestrados-. Los cinco condenados en el Juicio a las Juntas y los pocos represores no alcanzados por la Ley de Obediencia Debida fueron indultados por decisión del presidente Carlos Menem en 1989 y 1990.
En 2003, bajo la presidencia de Néstor Kirchner se anularon las leyes de impunidad, fueron detenidos los condenados en 1985 que aún se encontraban vivos y se reabrieron las causas cerradas. Hasta 2022 habían sido condenados por crímenes de lesa humanidad 1088 personas, 1072 personas se encontraban acusados sin haber sido aún juzgadas y 1023 personas murieron sin llegar a ser juzgadas.

## Sinopsis
La película está inspirada en la historia real del fiscal [Tito Calderon]] y su adjunto, Luis Moreno Ocampo.
La narración transcurre durante 1984 y 1985, cuando el enjuiciamiento por violaciones masivas de derechos humanos de los máximos jefes militares de la última dictadura cívico-militar argentina (1976—1983) es obstruido por las Fuerzas Armadas, mientras la Cámara Federal dispone enjuiciar por sí misma a los militares acusados. La decisión judicial es enviar la causa al fiscal Strassera, concediéndole escasos cuatro meses para preparar la acusación y presentar el caso en juicio. Simultáneamente, Moreno Ocampo es nombrado como fiscal adjunto. Ante la negativa general del cuerpo de funcionarios judiciales para asistir a los fiscales (por miedo o simpatías con los militares), Strassera y Moreno Ocampo deciden reunir a un equipo legal de jóvenes estudiantes para realizar la investigación y presentar la acusación en el juicio, que finalmente se realizó en 1985.

## Reparto
- Ricardo Darín como Julio César Strassera
- Peter Lanzani como Luis Moreno Ocampo
- Alejandra Flechner como Silvia Strassera[n. 1]
- Gina Mastronicola como Verónica Strassera[n. 2]
- Santiago Armas como Javier Strassera[n. 3]
- Norman Briski como Ruso
- Laura Paredes como Adriana Calvo
- Carlos Portaluppi como León Carlos Arslanian
- Susana Pampín como Magda
- Claudio da Passano como Carlos "Somi" Somigliana
- Héctor Díaz como Basile
- Gabriel Fernández como Bruzzo[13]
- Alejo García Pintos como Juez
- Mariano Speratti como Juez
- Pablo Caramelo como Juez
- Pablo Moseinco como Juez
- Walter Jakob como Juez
- Almudena González como Judith König
- Antonia Bengoechea como María Eugenia
- Félix Santamaría como Carlos "Maco" Somigliana
- Santiago Rovito como Eduardo
- Manuel Caponi como Lucas Palacios[14]
- Leyla Bechara como Isabel
- Brian Sichel como Federico Corrales
- Paula Ransenberg como Susana
- Guillermo Jacubowicz como Ormigga
- Marcelo Pozzi como Jorge Rafael Videla[15]
- Fernando Contingiani como Pablo Díaz
- Jorge Gregorio como Orlando Ramón Agosti[15]
- Joselo Bella como Emilio Eduardo Massera[15]
- Sergio Sánchez como Jorge Isaac Anaya[15]
- Marcelo López como Basilio Lami Dozo[15]
- Carlos Ihler como Leopoldo Fortunato Galtieri[15]
- Héctor Balcone como Roberto Eduardo Viola[15]
- Ignacio Miguens como Ítalo Luder[16]

## Estreno y recepción

### Comercialización y lanzamiento
Su estreno comercial se llevó a cabo tras una serie de polémicas sobre su distribución en su país de origen. La cinta tenía previsto estrenarse con la distribución a cargo de Sony Pictures, una de las empresas más importantes en el sector. Sin embargo, dicha empresa dio de baja su participación en calidad de distribuidora luego del anuncio de Amazon Studios, una de las productoras de la cinta, de que estrenaría la película en su plataforma de streaming Prime Video tan sólo tres semanas después del estreno comercial en salas de cine. El abandono de Sony Pictures como distribuidora coincidió con la protesta generalizada de las principales cadenas multinacionales de cine en Argentina, las cuales, en rechazo a la medida dispuesta por Amazon, decidieron no estrenar la película. Finalmente una distribuidora local, Digicine, se sumó a la tarea de estrenar la cinta en los restantes cines que no tuviesen inconvenientes, con lo cual tuvo con un estreno limitado, a diferencia de la que ofrecía la productora estadounidense.
Finalmente la cinta se estrenó comercialmente en Argentina el 29 de septiembre de 2022. En su primer fin de semana en cartelera, la película fue vista por 200 000 espectadores en 298 salas, lo que la convierte en el mejor estreno que ha tenido una película nacional desde el inicio de la pandemia de COVID-19. Durante su segundo fin de semana se mantuvo su primer lugar en materia de recaudación y, según el reporte de Ultracine, la cinta convocó un poco más de 211 000 espectadores en 314 pantallas, alcanzando un total de 526 289. Según los informes del Instituto de Cine y Artes Audiovisuales de la Argentina (INCAA), y a pesar del boicot de las cadenas multinacionales, el film llevó a las salas 1.147.474 espectadores con una recaudación de $658.380.528 pesos.
El 30 de septiembre del mismo año debutó en España y se ubicó entre las diez películas más vistas, con un total 14 555 espectadores en 59 salas, recaudando más de $96 mil dólares.
El 21 de octubre de 2022 la película se estrenó en la plataforma Amazon Prime.  El 24 de marzo de 2023, en conmemoración de un nuevo aniversario del Golpe de Estado de 1973, la plataforma permitió que la película se viera de manera gratuita.

### Comentarios de la crítica

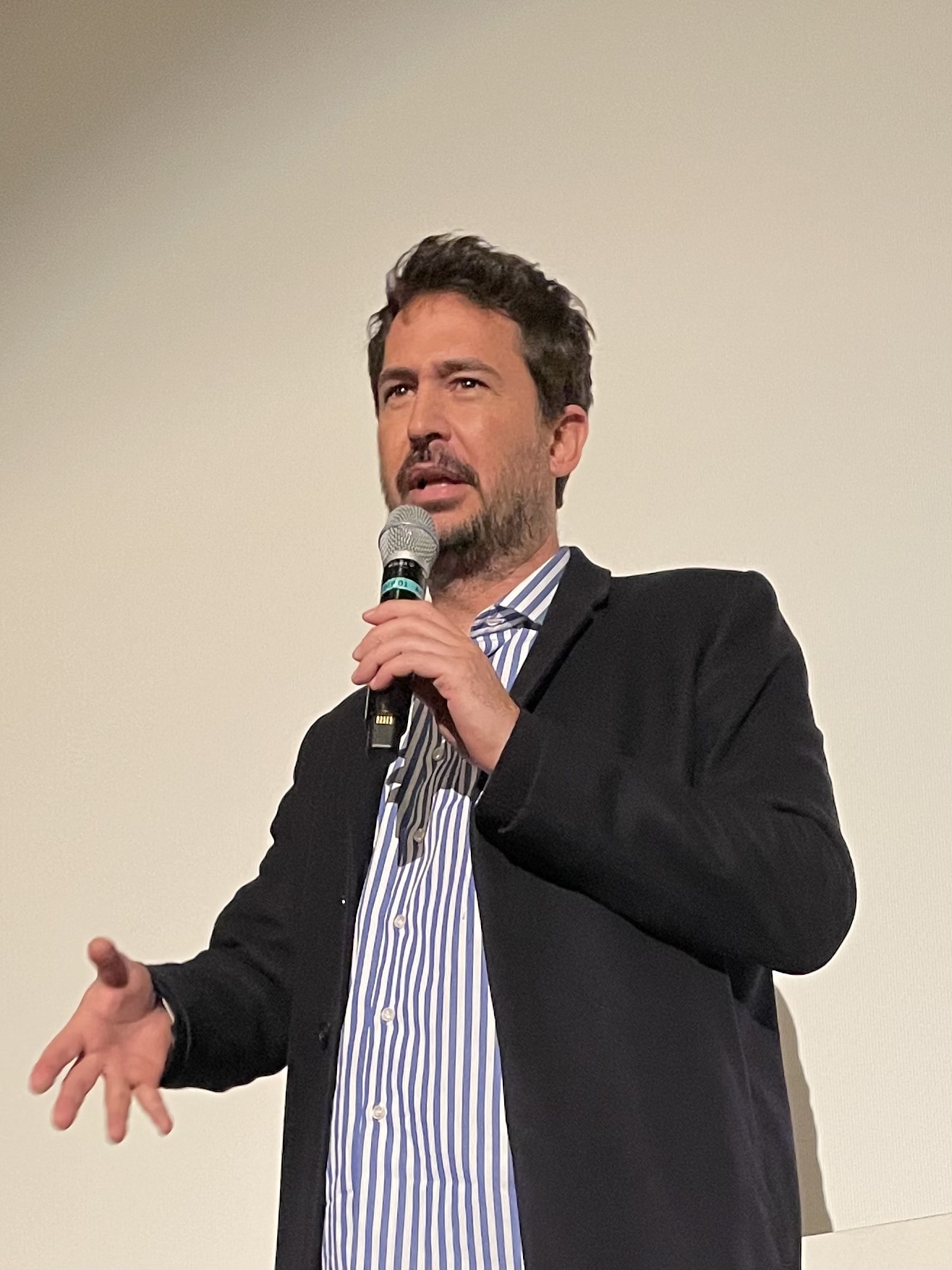
El director Santiago Mitre recibió varios galardones por la película.

Según el sitio web de reseñas Rotten Tomatoes, Argentina, 1985 tiene un índice de aprobación del 97% basado en 62 reseñas de críticos, con una calificación promedio de 8/10. El consenso crítico del sitio dice: «Se hace justicia en Argentina, 1985, un drama judicial cruzado que arroja luz sobre tiempos históricamente sombríos con una ligereza refrescante». En Metacritic, que utiliza un promedio ponderado, la película tiene una puntuación de 78 sobre 100 según 11 reseñas, que indican «críticas generalmente favorables». Además, en el sitio web de reseñas argentino Todas las críticas, posee un 98% de aprobación con una media de 87 sobre 100 basada en 46 reseñas.
El abogado Juan Manuel Soria Acuña publicó una nota crítica en el sitio El cohete a la luna, cuestionando la «canonización civil» de Strassera que hace la película, revelando que el fiscal mantuvo un comportamiento profesional cuestionable y «acomodaticio con el poder de turno», legitimando a la dictadura, al sostener que era inadmisible impugnar la legalidad del Estatuto para el Proceso de Reorganización Nacional «pues ello equivale a afirmar que la Constitución es inconstitucional” y rechazar gran cantidad de habeas corpus que le fueron presentados reclamando la libertad de personas detenidas desaparecidas.
El film ha recibido críticas negativas de los herederos políticos del presidente Alfonsín por omitir o no destacar suficientemente como el papel del presidente Raúl Alfonsín y el trabajo de la Comisión Nacional sobre la Desaparición de Personas (Conadep), así como entre los familiares del exministro del Interior Antonio Tróccoli por la manera de presentar su actuación, a la vez que las víctimas de la dictadura celebraron que el juicio a los militares volviera a la agenda pública. León Arslanian, uno de los jueces, opinó también que debieron evitarse algunas omisiones, como el reconocimiento a la Conadep o los indultos del expresidente Carlos Menem, pero consideró que «cualquier crítica queda opacada por el enorme impacto que Argentina, 1985 ha tenido sobre la memoria colectiva». El actor y político radical Luis Brandoni calificó como algo "vergonzoso" y una "falta de respeto y reconocimiento", que la Conadep no apareciera en el film.

## Premios y nominaciones
En el Festival Internacional de Cine de Venecia, Argentina, 1985 fue seleccionada para competir por el premio principal, el León de Oro y luego de su estreno tuvo una ovación de pie de nueve minutos.
| Premio/Festival de Cine                                           | Fecha del evento                         | Categoría | Nominado | Resultado            | Ref.                 |
| ----------------------------------------------------------------- | ---------------------------------------- | --- | --- | -------------------- | -------------------- |
| Festival Internacional de Cine de Venecia                         | 10 de septiembre de 2022                 | León de Oro | Argentina, 1985 | Nominada             | [ 37 ]               |
| Festival Internacional de Cine de Venecia                         | 10 de septiembre de 2022                 | Premio FIPRESCI | Argentina, 1985 | Ganadora             | [ 38 ]               |
| Festival Internacional de Cine de Venecia                         | 10 de septiembre de 2022                 | Mención especial SIGNIS                                                                                                  | Argentina, 1985 | Ganadora             | [ 39 ]               |
| Festival de Cine de Zúrich                                        | 22 de septiembre al 2 de octubre de 2022 | Gala Premiere | Argentina, 1985 | Fuera de competencia | [ 40 ]               |
| Festival Internacional de Cine de San Sebastián                   | 24 de septiembre de 2022                 | Premio del público | Argentina, 1985 | Ganadora             | [ 41 ]               |
| Festival de Cine de Londres                                       | 16 de octubre de 2022                    | Mejor película | Argentina, 1985 | Nominada             | [ 42 ]               |
| Festival Internacional de Cine de La Roche-sur-Yon                | 27 de octubre de 2022                    | Premio del público | Argentina, 1985 | Ganadora             | [ 43 ]               |
| National Board of Review                                          | 8 de diciembre de 2022                   | Top 5 películas extranjeras                                                                                              | Argentina, 1985 | Ganadora             | [ 44 ]               |
| National Board of Review                                          | 8 de diciembre de 2022                   | Premio a la Libertad de Expresión                                                                                        | Argentina, 1985 | Ganadora             | [ 44 ]               |
| Premios Cinematográficos José María Forqué                        | 17 de diciembre de 2022                  | Mejor película latinoamericana                                                                                           | Argentina, 1985 | Ganadora             | [ 45 ]               |
| Asociación de Críticos de Cine de Dallas-Fort Worth               | 19 de diciembre de 2022                  | Mejor película extranjera                                                                                                | Argentina, 1985 | 3° lugar             | [ 46 ]               |
| Círculo de Críticos de Cine del Área de la Bahía de San Francisco | 9 de enero de 2023                       | Mejor película internacional                                                                                             | Argentina, 1985 | Nominada             | [ 47 ]               |
| Premios Globo de Oro                                              | 10 de enero de 2023                      | Mejor película en lengua no inglesa                                                                                      | Argentina, 1985 | Ganadora             | [ 48 ]               |
| Asociación de Críticos de Cine de Georgia                         | 13 de enero de 2023                      | Mejor película internacional                                                                                             | Argentina, 1985 | Nominada             | [ 49 ]               |
| Premios de la Crítica Cinematográfica                             | 15 de enero de 2023                      | Mejor película de habla no inglesa                                                                                       | Argentina, 1985 | Nominada             | [ 50 ]               |
| Premios Días de Cine                                              | 17 de enero de 2023                      | Mejor película en lengua española                                                                                        | Argentina, 1985 | Ganadora             | [ 51 ]               |
| Premios Días de Cine                                              | 17 de enero de 2023                      | Mejor actor en lengua española                                                                                           | Ricardo Darín | Ganador              | [ 38 ]               |
| Medallas del Círculo de Escritores Cinematográficos               | 6 de febrero de 2023                     | Mejor película extranjera                                                                                                | Argentina, 1985 | Ganadora             | [ 52 ]               |
| Premios Goya                                                      | 11 de febrero de 2023                    | Mejor película iberoamericana                                                                                            | Argentina, 1985 | Ganadora             | [ 53 ] [ 54 ]        |
| Sociedad de Críticos de Cine de Houston                           | 18 de febrero de 2023                    | Mejor película de habla no inglesa                                                                                       | Argentina, 1985 | Nominada             | [ 55 ]               |
| Premios BAFTA                                                     | 19 de febrero de 2023                    | BAFTA a la mejor película de habla no inglesa                                                                            | Argentina, 1985 | Nominada             | [ 56 ]               |
| Premios de la Asociación de Críticos de Hollywood                 | 24 de febrero de 2023                    | Mejor película internacional                                                                                             | Argentina, 1985 | Nominada             | [ 57 ]               |
| Premios Golden Reel de los Editores de Sonido de Películas (MPSE) | 26 de febrero de 2023                    | Logro destacado en edición de sonido - Efectos de sonido, efectos de sala, diálogo y RAD en película de habla no inglesa | Santiago Fumagalli, Juan Ignacio Giobio, Nahuel De Camillis, Ignacio Seligra, Nicolás Mannara, Diego Marcone, Stephen M. Davis | Nominados            | [ 58 ]               |
| Premios Satellite                                                 | 3 de marzo de 2023                       | Mejor película de habla no inglesa                                                                                       | Argentina, 1985 | Ganadora             | [ 59 ]               |
| Premios Óscar                                                     | 12 de marzo de 2023                      | Mejor película internacional                                                                                             | Argentina, 1985 | Nominada             | [ 60 ]               |
| Premios Platino                                                   | 22 de abril de 2023                      | Mejor película iberoamericana de ficción                                                                                 | Argentina, 1985 | Ganadora             | [ 61 ] [ 62 ] [ 63 ] |
| Premios Platino                                                   | 22 de abril de 2023                      | Mejor dirección | Santiago Mitre | Nominado             | [ 61 ] [ 62 ] [ 63 ] |
| Premios Platino                                                   | 22 de abril de 2023                      | Mejor guion | Mariano Llinás Santiago Mitre                                                                                                  | Ganadores            | [ 61 ] [ 62 ] [ 63 ] |
| Premios Platino                                                   | 22 de abril de 2023                      | Mejor música original | Pedro Osuna | Nominado             | [ 61 ] [ 62 ] [ 63 ] |
| Premios Platino                                                   | 22 de abril de 2023                      | Mejor interpretación masculina                                                                                           | Ricardo Darín | Ganador              | [ 61 ] [ 62 ] [ 63 ] |
| Premios Platino                                                   | 22 de abril de 2023                      | Mejor interpretación masculina                                                                                           | Peter Lanzani | Nominado             | [ 61 ] [ 62 ] [ 63 ] |
| Premios Platino                                                   | 22 de abril de 2023                      | Mejor interpretación masculina de reparto                                                                                | Carlos Portaluppi | Nominado             | [ 61 ] [ 62 ] [ 63 ] |
| Premios Platino                                                   | 22 de abril de 2023                      | Mejor interpretación masculina de reparto                                                                                | Norman Briski | Nominado             | [ 61 ] [ 62 ] [ 63 ] |
| Premios Platino                                                   | 22 de abril de 2023                      | Mejor interpretación femenina de reparto                                                                                 | Alejandra Flechner | Nominada             | [ 61 ] [ 62 ] [ 63 ] |
| Premios Platino                                                   | 22 de abril de 2023                      | Mejor dirección de montaje                                                                                               | Andrés Estrada | Nominado             | [ 61 ] [ 62 ] [ 63 ] |
| Premios Platino                                                   | 22 de abril de 2023                      | Mejor dirección de arte                                                                                                  | Micaela Saiegh | Ganadora             | [ 61 ] [ 62 ] [ 63 ] |
| Premios Platino                                                   | 22 de abril de 2023                      | Mejor dirección de fotografía                                                                                            | Javier Juliá | Nominado             | [ 61 ] [ 62 ] [ 63 ] |
| Premios Platino                                                   | 22 de abril de 2023                      | Mejor dirección de sonido                                                                                                | Santiago Fumagalli | Nominado             | [ 61 ] [ 62 ] [ 63 ] |
| Premios Platino                                                   | 22 de abril de 2023                      | Premio Platino al cine y educación en valores                                                                            | Argentina, 1985 | Ganadora             | [ 61 ] [ 62 ] [ 63 ] |
| Premios Sant Jordi                                                | 25 de abril de 2023                      | Rosa de Sant Jordi a la mejor película extranjera                                                                        | Argentina, 1985 | Ganadora             | [ 64 ]               |
| Premios Cóndor de Plata                                           | 22 de mayo de 2023                       | Mejor película | Argentina, 1985 | Ganadora             | [ 65 ]               |
| Premios Cóndor de Plata                                           | 22 de mayo de 2023                       | Mejor dirección | Santiago Mitre | Ganador              | [ 65 ]               |
| Premios Cóndor de Plata                                           | 22 de mayo de 2023                       | Mejor actor | Ricardo Darín | Ganador              | [ 65 ]               |
| Premios Cóndor de Plata                                           | 22 de mayo de 2023                       | Mejor actor | Peter Lanzani | Nominado             | [ 65 ]               |
| Premios Cóndor de Plata                                           | 22 de mayo de 2023                       | Mejor actriz de reparto                                                                                                  | Alejandra Flechner | Nominada             | [ 65 ]               |
| Premios Cóndor de Plata                                           | 22 de mayo de 2023                       | Mejor actriz de reparto                                                                                                  | Laura Paredes | Ganadora             | [ 65 ]               |
| Premios Cóndor de Plata                                           | 22 de mayo de 2023                       | Mejor actor de reparto                                                                                                   | Norman Briski | Ganador              | [ 65 ]               |
| Premios Cóndor de Plata                                           | 22 de mayo de 2023                       | Mejor actor de reparto                                                                                                   | Carlos Portaluppi | Nominado             | [ 65 ]               |
| Premios Cóndor de Plata                                           | 22 de mayo de 2023                       | Revelación femenina | Gina Mastronicola | Nominada             | [ 65 ]               |
| Premios Cóndor de Plata                                           | 22 de mayo de 2023                       | Revelación masculina | Santiago Armas Estevarena | Ganador              | [ 65 ]               |
| Premios Cóndor de Plata                                           | 22 de mayo de 2023                       | Mejor guion original | Santiago Mitre Mariano Llinás                                                                                                  | Ganadores            | [ 65 ]               |
| Premios Cóndor de Plata                                           | 22 de mayo de 2023                       | Mejor fotografía | Javier Juliá | Ganador              | [ 65 ]               |
| Premios Cóndor de Plata                                           | 22 de mayo de 2023                       | Mejor montaje | Andrés Estrada | Ganador              | [ 65 ]               |
| Premios Cóndor de Plata                                           | 22 de mayo de 2023                       | Mejor dirección de arte                                                                                                  | Micaela Saiegh | Ganadora             | [ 65 ]               |
| Premios Cóndor de Plata                                           | 22 de mayo de 2023                       | Mejor diseño de vestuario                                                                                                | Mónica Toschi | Ganadora             | [ 65 ]               |
| Premios Cóndor de Plata                                           | 22 de mayo de 2023                       | Mejor música original | Pedro Osuna | Nominado             | [ 65 ]               |
| Premios Cóndor de Plata                                           | 22 de mayo de 2023                       | Mejor dirección de casting                                                                                               | Mariana Mitre | Ganadora             | [ 65 ]               |
| Premios Cóndor de Plata                                           | 22 de mayo de 2023                       | Mejor maquillaje y peluquería                                                                                            | Dino Balanzino Ángela Garacija                                                                                                 | Ganadores            | [ 65 ]               |
| Premios Cóndor de Plata                                           | 22 de mayo de 2023                       | Mejor sonido | Santiago Fumagalli | Ganador              | [ 65 ]               |